# Ньюпорт (Делавер)
Ньюпорт (англ. Newport) — місто (англ. town) в окрузі Нью-Касл штату Делавер США. Населення — 1055 осіб (2010).

## Географія
Ньюпорт розташований за координатами 39°42′51″ пн. ш. 75°36′19″ зх. д. / 39.71417° пн. ш. 75.60528° зх. д. (39.714203, -75.605176).  За даними Бюро перепису населення США в 2010 році місто мало площу 1,17 км², з яких 1,14 км² — суходіл та 0,03 км² — водойми.

## Демографія
Згідно з переписом 2010 року, у місті мешкало 1055 осіб у 425 домогосподарствах у складі 255 родин. Густота населення становила 903 особи/км².  Було 465 помешкань (398/км²).
Расовий склад населення:
| - 67,8 % — білих - 18,4 % — чорних або афроамериканців - 1,5 % — азіатів - 0,3 % — корінних американців - 8,6 % — осіб інших рас |

До двох чи більше рас належало 3,4 %. Частка іспаномовних становила 19,1 % від усіх жителів.
За віковим діапазоном населення розподілялося таким чином: 24,5 % — особи молодші 18 років, 66,1 % — особи у віці 18—64 років, 9,4 % — особи у віці 65 років та старші. Медіана віку мешканця становила 35,6 року. На 100 осіб жіночої статі у місті припадало 103,7 чоловіків;  на 100 жінок у віці від 18 років та старших — 93,4 чоловіків також старших 18 років.
Середній дохід на одне домашнє господарство  становив 45 697 доларів США (медіана — 36 538), а середній дохід на одну сім'ю — 47 158 доларів (медіана — 36 346). За межею бідності перебувало 32,1 % осіб, у тому числі 52,9 % дітей у віці до 18 років та 11,4 % осіб у віці 65 років та старших.
Цивільне працевлаштоване населення становило 443 особи. Основні галузі зайнятості: освіта, охорона здоров'я та соціальна допомога — 26,4 %, роздрібна торгівля — 19,0 %, мистецтво, розваги та відпочинок — 14,7 %, будівництво — 14,0 %.